# L.A.P.D.
L.A.P.D. (Love and Peace, Dude, o más tarde Laughing As People Die) fue un grupo de funk metal formada en 1989 en Bakersfield, California y fue predecesora de KoЯn. Sus integrantes fueron Richard Morrill (voces), James "Munky" Shaffer (guitarra), Reginald "Fieldy" Arvizu (bajo), David Silveria (batería) y solo en los tour Brian "Head" Welch (guitarra). El acrónimo de L.A.P.D. es Laughing As People Die, aunque coincide con las siglas de la policía de la ciudad californiana de Los Ángeles: Los Angeles Police Department.

## Historia
James Shaffer, Reginald Arvizu y Richard Morrill crecieron en Bakersfield, California. Reginald y Brian fueron juntos al colegio y empezaron a tocar. Tiempo después le ofrecieron a James a integrarse a tocar en su agrupación.
Posteriormente empezaron la búsqueda de un baterista, David se enteró por lo cual se integró Silveria, el cual era aún muy joven motivo por el que su madre lo llevaba a los ensayos de la banda.
Su estilo era una mezcla de thrash metal, funk, heavy metal, glam metal y otros sonidos de los años ochenta. Sacan su primer EP en 1989 (Love And Peace, Dude EP) y en 1991 un disco llamado "Who's Laughing Now". El grupo salió de Bakersfield y partió hacia Los Ángeles, California. Shaffer fue el único miembro de la banda que no estaba a favor del acto. Él fue el único que se quedó en Bakersfield, mientras que todos los demás miembros de la banda se fueron. Silveria abandonó la escuela secundaria para dejar Bakersfield. La madre de Richard, Donna, permitió que toda la banda más 2 roadies vivieran con ella en un apartamento de 2 dormitorios en Burbank CA. L.A.P.D comenzó a ensayar en un espacio ubicado en Hollywood, California, cerca de Western Avenue. Shaffer decidió volver a la banda cuando él y su novia se separaron. Brian Welch, un guitarrista que conoció a Shaffer y Arvizu cuando estaban en la escuela secundaria (y que luego se unió a la banda cuando se reformaron como Korn), ocasionalmente "echa un vistazo a la escena musical [de la banda]". En ese momento, Welch era miembro de la banda Creep. 

### Proyectos posteriores a la ruptura y posteriores (1992-2010)
La banda continuó a través de Shaffer, Arvizu y Silveria, quienes pronto agregaron a Jonathan Davis como cantante principal y Brian Welch como otro guitarrista. El bajista Reginald Arvizu (ahora conocido como "Fieldy") lanzó un álbum en solitario titulado Rock'n Roll Gangster el 22 de enero de 2002. En 2006, Fieldy formó la banda StillWell con Q-Unique y el baterista de P.O.D Noah "Wuv" Bernardo. Fear and the Nervous System es actualmente uno de los proyectos paralelos de James Shaffer (ahora conocido por los miembros de la banda como "Munky"), formado en 2008. Aparte de los proyectos de los miembros de L.A.P.D, en 1997 también se lanzó un álbum recopilatorio. El álbum incluía canciones de su EP, Love and Peace Dude , y de su álbum de estudio de larga duración, Who's Laughing Now . En 2010, L.A.P.D tuvo un breve renacimiento, cuando Morrill comenzó a tocar con una nueva formación que incluía a Derek Campbell (guitarra), Jason Torres (batería), Troy Sandoval (bajo) y Kevin Guariglia (dj) en Denver. CO. El grupo grabó una demostración de 5 pistas, que nunca se lanzó oficialmente, pero se publicó en las páginas de redes sociales de la banda. El grupo se separó a principios de 2011.

## Estilo e Influencia
El grupo se consideró a sí mismo como una "banda de funk, trash groove metal" cuando publicaron un anuncio en un periódico de Bakersfield. Bradley Torreano de AllMusic señaló que la banda era "una bestia muy diferente de lo que sus miembros seguirían", y también dijo que incorporó "elementos de funk en su estofado thrashy". El bajista Reginald Arvizu describió la música de L.A.P.D como "muy pesada" y también dijo que "al público les encantaban". 
El arte y las imágenes visuales de L.A.P.D complementaron los temas de su música y actuación. Los miembros de la banda adoptaron una "forma de vestir callejera holgada de hip-hop". El bajista Arvizu tenía rastas y dijo que "no había absolutamente nada femenino en [la banda]". 
Cuando la banda se inició por primera vez, su vocalista principal los presentó a bandas como Red Hot Chili Peppers y Faith No More , y desde entonces el grupo los ha citado como las principales influencias de su estilo musical. Se considera que el grupo lanzó las carreras de tres miembros de la banda de nu metal Korn. El baterista David Silveria dijo que "L.A.P.D realmente fue bueno para nosotros porque aprendimos sobre la industria y cómo funcionan las cosas". Korn ha influido en bandas como Slipknot, Saliva, Breaking Benjamin, Cold y Flyleaf.

## Discografía
La banda alcanzó a editar 2 registros, donde llegaron a vender aproximadamente 10 000 copias.
Un primer EP en el año 1989 (Love And Peace, Dude EP) y un disco llamado "Who's Laughing Now" en el año 1991, con canciones que sonaban entre mezclas de estilos, como el Glam, Heavy Metal y otros sonidos de los ochenta. Luego en 1997 se lanzaría un álbum compilatorio llamado "L.A.P.D." con todas sus canciones
(1989) "L.A.P.D., EP"
1. James Brown
2. Jesus
3. Stinging like a bee

(1991) "Who's Laughing Now"
1. P.M.S.
2. Don't Label Me
3. St. Ides
4. All My Life
5. Who's Got The Number
6. Excuse Me**
7. Listen (Do What I Say)
8. Doe Tee Beat
9. Slicky Slixter
10. Place In France
11. Number 7

(1997) "L.A.P.D."
1. P.M.S.
2. Don't Label Me
3. St. Ides
4. All My Life
5. Who's Got The Number
6. Excuse Me**
7. Listen (Do What I Say)
8. Doe Tee Beat
9. Slicky Slixter
10. Place In France
11. Number 7
12. James Brown
13. Jesus
14. Stinging like a bee

**En la canción "Excuse Me", se puede percibir un extracto de lo que sería 3 años más tarde parte del la versión demo de "Alive" de KoRn en su disco Neidermeyer's Mind y de ese demo se desfragmentarían parte de la canción "Need To" del disco KoRn y "Alive" del Take a Look in the Mirror

## Miembros
- Richard Morrill (voz)
- James "Munky" Shaffer (guitarra)
- Reginald "Fieldy" Arvizu (bajo)
- David Silveria (batería)
- Brian "Head" Welch (guitarra) (Solo en giras)

## Enlaces
- L.A.P.D. en Allmusic

- Datos: Q1066977